# Лобан, Константин Михайлович
Константин Михайлович Ло́бан (23 августа 1923, БССР — 29 июня 2000, Москва) — советский и российский врач-инфекционист, профессор, доктор медицинских наук, 1962—1965 гг. заведующий курсом инфекционных болезней Московского медицинского стоматологического института, а 1965—1996 гг. заведующий кафедрой инфекционных болезней РУДН, заслуженный деятель науки Российской Федерации, почётный профессор РУДН.

## Биография
Лобан К.М. родился в Белоруссии, окончил с отличием среднюю школу и поступил в Минский медицинский институт.

### Военные годы
С началом Великой Отечественной войны был эвакуирован в Сталинград, где продолжил учебу. В сентябре 1942 г. в возрасте 19 лет его призвали в армию. Будучи рядовым, он командовал санитарной ротой полка. Участвовал в боевых действиях на Центральном, 1-м, 2-м и 3-м Белорусских фронтах, в битвах на Курской дуге, принимал участие в освобождении Орловской и Брянской областей. С боями прошел всю Украину и Белоруссию, в тяжелых боях освобождал Кенигсберг. На фронте был контужен. Закончил войну в звании старшего лейтенанта медицинской службы.
За участие в Великой Отечественной войне Лобан К.М. награжден боевыми орденами Красной Звезды и Отечественной войны I степени, а также 10 медалями.

### Послевоенные годы
После демобилизации в 1946 году К. М. Лобан продолжил обучение во 2-м Московском медицинском институте, который закончил в 1948 г. На кафедре инфекционных болезней этого института под руководством крупнейшего инфекциониста страны академика АМН СССР А.Ф. Билибина он прошел большую научную и практическую подготовку в качестве аспиранта, ассистента, доцента и докторанта. В 1962 г. Константин Михайлович стал заведующим клиникой инфекционных болезней Московского медицинского стоматологического института.
В 1963 г. он защитил докторскую диссертацию “Лечение больных столбняком”, в которой были представлены новые, остающиеся современными способы патогенетической терапии этого тяжелейшего заболевания. Эта тема долгие годы была основной в научно-практических разработках К. М. Лобана и подготовке им научно-практических кадров. В 1965 г. Ему было присвоено ученое звание профессора.
В Университете дружбы народов им. Патриса Лумумбы К. М. Лобан работал с 1965 по 2000 г., создал кафедру инфекционных болезней, которая функционировала на базе Инфекционной клинической больницы №2. Более трех десятилетий он заведовал этой кафедрой и курсом эпидемиологии на медицинском факультете, где вел подготовку врачей для стран Юго-Восточной Азии, Африки и Латинской Америки. Его лекции всегда отличались новизной и оригинальностью. Константин Михайлович – автор 260 научных трудов, в том числе 10 монографий.  Кроме столбняка, в работах освещались вопросы клиники, диагностики и лечения риккетсиозов (сыпной тиф, лихорадка Ку и др.), малярии и других инфекционных и паразитарных болезней с учетом собственных исследований и рекомендаций автора. В частности, книга  “Малярия” переведена на английский, французский и португальский языки, а в 1987 г. в исправленном и дополненном варианте опубликована на французском языке издательством “Medsi” в Париже.
Под научным руководством профессора Лобана подготовлены 3 докторские и 31 кандидатская диссертация. Основным научным направлением кафедры, которую он возглавлял, являлось изучение завозных тропических инфекционных и паразитарных болезней, что диктовалось прежде всего спецификой подготовки врачей на кафедре. Основное внимание уделялось не только изучению клинико-эпидемиологических особенностей и лечению их, но и изучению неспецифической резистентности и иммунологической реактивности организма, равно как и функционально-морфологического состояния  желудочно-кишечного тракта.
Профессор Лобан оказывал большую научно-практическую и консультативную помощь органам здравоохранения. В 1965, 1970 и 1971 гг. он принимал активное участие в ликвидации эпидемических вспышек холеры в СССР, за что был награжден орденами Трудового Красного Знамени и “Знак Почета”. В 1975 г ему было присвоено почетное звание заслуженного деятеля науки РСФСР.
К. М. Лобан неоднократно участвовал в международных конгрессах в Токио, Варшаве, Братиславе, Праге, в 1968 г. выступал в Индии с лекциями и докладами по вопросам организации борьбы с инфекционными болезнями в Советском Союзе.
Профессор Лобан был председателем Московского научного общества инфекционистов и более 20 лет членом президиумов Всесоюзного и Всероссийского научных обществ инфекционистов. С 1968 по 1987 г. он работал экспертом ВАК Минвуза СССР, а затем и ВАК СССР. Большая работа велась им в качестве научного редактора раздела “Эпидемиология и инфекционные болезни” 3-го и 4-го издания Большой Медицинской Энциклопедии. Будучи высококвалифицированным врачом, широко эрудированным педагогом и ученым, умелым организатором, он сплотил коллектив кафедры, который и в настоящее время успешно ведет нелегкую работу по подготовке врачебных кадров.
В течение 15 лет Константин Михайлович был председателем, а последние 6 лет – заместителем председателя Совета ветеранов Великой Отечественной войны и труда РУДН.

## Научные труды
Монографии:
- Столбняк. М., 1966
- Терминологический словарь важнейших инфекционных и паразитарных болезней. М., 1970.
- Методические разработки к практическим занятиям по инфекционным и паразитарным болезням. М., 1970.
- Лихорадка Ку. М., 1974
- Руководство по инфекционным болезням / ред.: В. И. Покровский, К. М. Лобан. - М. : Медицина, 1977. (2-е издание - 1986)
- Сыпной тиф. М., 1980
- Важнейшие риккетсиозы человека: (Рук. для врачей). Л., 1980
- Малярия /Лобан К.М., Полозок Е.С. - М., 1983 (2-е издание) - переведена на английский, французский и португальский языки
- Справочник по медицинской гельминтологии/ Яровой П.И., Зубчук М.П., Токмалаев А.К. ред.: Лобан К.М., Кишинев, 1984.
- Риккетсиозы человека: (Рук. для врачей) /Лобан К.М., Лобзин Ю.В., Лукин Е.П. - М., 2002
- и другие